# 홍희표
홍희표(洪熙杓, 1938년 2월 1일~)는 대한민국의 정치인이다. 제12·13대 국회의원을 지냈다.
본관은 남양(南陽)이며 호(號)는 구호(九湖)이다.
2004년 동해대학교 운영자금 310억 원을 횡령한 혐의로 구속되었고, 징역 4년이 선고되었다. 광희학원은 파산했고 한중대학교(구 동해대학교)는 폐교되었다.

## 학력
- 삼척북평국민학교
- 북평중학교
- 동북고등학교
- 성균관대학교 법학과 학사 졸업
- 연세대학교 행정대학원 행정학 석사 졸업

## 경력
- 대한민국 해병대 하사 예편(1964년)
- 한국JC상임부회장
- 한국안보교육협회사무총장
- 학교법인광희학원이사장
- 한국사학재단연합회부회장
- 민정당중앙위총간사·정책위원·민원상담실장
- 무소속의원동우회총무
- 민정당총간사·국·실장·원내부총무
- 국회내무·교체·운영·예결위원
- 민주자유당 중앙위원회 수석부위원장
- 민주자유당 정책위원회 부위원장
- 중앙대학교 행정학과 초빙교수
- 동국대학교 행정학과 특임강사
- 동해대학교 총장(한중대학교 폐교) 검색 필수
- 대한민국헌정회 이사
- 대한민국헌정회 부회장

## 역대 선거 결과
|  | 21.81% |

|  | 35.25% |

|  | 32.39% |

|  | 57.8% |

|  | 34.61% |

|  | 30.28% |

|  | 11.09% |